# Station Bathmen
Station Bathmen is een voormalig spoorwegstation te Bathmen, aan de Spoorlijn Deventer - Almelo. Het station werd geopend op 1 september 1888 en gesloten op 15 mei 1938. Op 1 juni 1940 werd het station heropend. De voorlopige sluiting was op 4 mei 1947 toen de stoptreinen tijdelijk werden vervangen door bussen. Echter, toen de treinen weer gingen rijden in 1952, werd het station niet heropend. Er is in 2016 vanuit de provinciale en gemeentelijke politiek gepleit voor een nieuw station Bathmen. Concrete voorstellen of afspraken hierover ontbreken echter nog.
Het stationsgebouw stond er van 1886 tot 1971 en bestond uit een laag gebouw met een woning. In 1919 werd aan de rechterzijde van het gebouw een aanbouwtje aan de woning gebouwd.
Het stationsontwerp werd Standaardtype KNLS genoemd en werd voor diverse spoorwegstations gebruikt in de jaren 80 van de 19e eeuw. De architect was K.H. van Brederode. Het stationstype was in drie soorten ingedeeld, waarbij dit station viel binnen het type KNLS 2e klasse.